# Curry jaune
 (février 2022).
Si vous disposez d'ouvrages ou d'articles de référence ou si vous connaissez des sites web de qualité traitant du thème abordé ici, merci de compléter l'article en donnant les références utiles à sa vérifiabilité et en les liant à la section « Notes et références ».
Le curry jaune (thaï : แกงกะหรี่ ; RTGS : kaeng kari, [kɛ̄ːŋ kā.rìː]) est l'un des trois grands types de curry thaï qui se trouvent couramment dans les restaurants thaïlandais en Occident.

## Ingrédients et préparation
Le curry jaune est plus riche et plus crémeux que d'autres currys thaïlandais puisque de la crème de noix de coco est utilisée en plus du lait de coco. Dans ce curry crémeux et nourrissant, le piquant de l'ensemble du plat est atténué, d'où sa popularité dans les menus à l'extérieur de la Thaïlande. Les épices de base du curry jaune sont le cumin, la coriandre, le curcuma, le fenugrec, l'ail, le sel, le laurier, la citronnelle, le piment de Cayenne, le gingembre, le macis et la cannelle. Parfois, un peu de sucre de palme ou un édulcorant similaire est ajouté, en fonction de la douceur du lait de coco.
Le curry jaune thaïlandais peut être fait avec du canard, du poulet, du tofu, des crevettes, du poisson ou des légumes et se mange avec du riz cuit à la vapeur ou des nouilles de riz rondes appelées khanom chin.

## Autres plats
Il existe un curry nommé kaeng lueang (littéralement « curry jaune » en thaï). Ce plat est à l'origine connu par de nombreuses personnes dans le sud de la Thaïlande sous le nom de kaeng som, à savoir, « curry aigre ». Il s'agit d'un curry aigre dont la couleur est plus pâle que celle du curry jaune mais dont la saveur est beaucoup plus piquante.